# Siempre días azules
Siempre días azules es una película  de España, dirigida por Israel Sánchez  en 2005.

## Sinopsis
Los fallecidos durante la Guerra Civil fueron olvidados poco a poco. Primero porque el régimen franquista lo impedía, después la transición española pidió paciencia y finalmente se argumenta que es tiempo de olvidar y perdonar. En 1937, murieron unos hombres arrojados a la cuneta de un pueblo de León. Es uno más de los innumerables casos que tristemente ocurrieron en aquellos días. Isabel y Asunción hicieron una promesa a sus familiares: recordar a sus hermanos. Pero a sus noventa y tantos años, a Isabel y Asunción no les queda mucho tiempo para cumplir su compromiso. Por fin, en el año 2002, consiguen abrir las fosas de los suyos. Israel Sánchez Prieto dirige y escribe el guion de "Siempre días felices", una mirada al pasado, una mirada a aquellos que murieron durante la Guerra Civil en extrañas circunstancias. La dictadura de Franco, la transición y la democracia les pidieron silencio. Ahora es el momento de recordarlos. El director Israel Sánchez-Prieto ha realizado varios documentales: "El encuentro", "Israel, tierra de Palestina", "Cosas tuyas", etc., para varias cadenas de televisión. Con "Siempre días azules" homenajea a las víctimas de aquella guerra y a sus pacientes familiares